# Euprotomus aurora
Euprotomus aurora is een slakkensoort uit de familie van de Strombidae. De wetenschappelijke naam van de soort is voor het eerst geldig gepubliceerd in 2002 door Kronenberg.

## Voorkomen
Euprotomus aurora is bekend van de Indische Oceaan. Landen waar de soort zeker voorkomt zijn: India, Madagaskar, Mozambique, Tanzania, Seychellen en Thailand.
Ook zijn er meldingen van exemplaren zo ver als de Filipijnen, al moeten die verder onderzocht en bevestigd worden.

## Herkennen
Euprotomus aurora zit in een complex van drie soorten:
- E. bulla
- E. aurisdianae
- E. aurora
E. aurora is moeilijk te onderscheiden van E. aurisdianae. Beide schelpen zijn variabel, en sommige exemplaren lijken enorm goed op elkaar. Daarom speelt de locatie bij deze twee soorten zo een belangrijke rol. Een typisch exemplaar van E. aurora heeft geen of één rij nodules. Maar er zijn er ook met twee rijen nodules. Dit maakt het herkennen in sommige gevallen enorm moeilijk. De schelp van E. aurisdianae is ook slanker dan die van E. aurora, die wat robuuster overkomt. Maar ook hier zit variatie in.